# Sah-Heu (Ort)
Sah-Heu (Saiheu) ist ein osttimoresischer Ort im Suco Dau Udo (Verwaltungsamt Cailaco, Gemeinde Bobonaro). Er liegt im Westen der Aldeia Sah-Heu, auf einer Meereshöhe von 302 m. Südöstlich befindet sich das Nachbardorf Gerotete. Nach Westen führt eine Straße zum Dorf Daulelo (Suco Meligo).
In Sah-Heu befindet sich der Sitz des Sucos Dau Udo und eine Grundschule.